# ارنستووو
ارنستووو (به لهستانی:  Ernstowo) یک روستا در لهستان است که در گمینا ودمینه واقع شده‌است.